# Gouvernement Iglesias Ricou I
 Aragon
Lanzuela Iglesias II
Le gouvernement Iglesias I est le gouvernement de l'Aragon entre le 5 août 1999 et le 7 juillet 2003, durant la Ve législature des Cortes d'Aragon. Il est présidé par Marcelino Iglesias.

## Composition
| Fonction                                                                     | Titulaire | Titulaire                                                                 | Parti |
| ---------------------------------------------------------------------------- | --------- | ------------------------------------------------------------------------- | ----- |
| Président de la Députation générale                                          |           | Marcelino Iglesias Ricou                                                  | PSOE  |
| Vice-président Conseiller à la Présidence et aux Relations institutionnelles |           | José Ángel Biel Rivera                                                    | PAR   |
| Conseiller à l'Économie, aux Finances et à l'Emploi                          |           | Eduardo Martín Bandrés Moliné                                             | PSOE  |
| Conseiller aux Travaux publics, à l'Urbanisme et aux Transports              |           | Javier Velasco Rodríguez                                                  | PSOE  |
| Conseiller à l'Agriculture                                                   |           | Gonzalo Arguilé Laguarta                                                  | PSOE  |
| Conseiller à la Santé, à la Consommation et au Bien-être social              |           | Alberto Larraz Vileta                                                     | PSOE  |
| Conseiller à la Culture et au Tourisme                                       |           | Javier Callizo Soneiro                                                    | PAR   |
| Conseiller à l'Industrie, au Commerce et au Développement                    |           | José Porta Monedero (jusqu'au 18/07/2002) Arturo Aliaga López             | PAR   |
| Conseillère à l'Éducation et à la Science                                    |           | María Luisa Alejos-Pita (jusqu'au 16/07/2001)                             | Sans  |
| Conseillère à l'Éducation et à la Science                                    |           | María Eva Almunia Badía                                                   | PSOE  |
| Conseiller à l'Environnement                                                 |           | Víctor Longás Vilellas (jusqu'au 04/12/2002) Alfredo Valeriano Boné Pueyo | PAR   |